# Carter G. Woodson

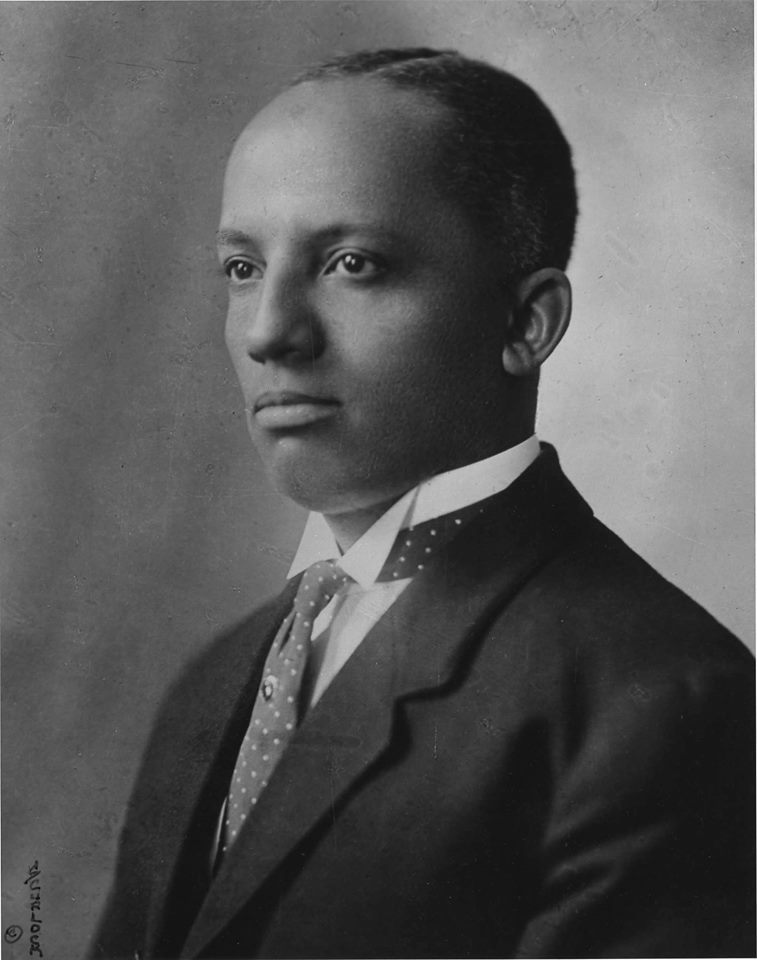
Carter G. Woodson

Carter Godwin Woodson (19 de dezembro de 1875 - 3 de abril de 1950) foi um historiador, autor, jornalista norte-americano e fundador da Associação para o Estudo da Vida e História Afro-Americana (ASALH).

## Carreira
Ele foi um dos primeiros estudiosos a estudar a história da diáspora africana, incluindo a história afro-americana. Fundador do The Journal of Negro History em 1916, Woodson foi chamado de "pai da história negra". Em fevereiro de 1926, ele lançou a celebração da "Semana da História Negra", precursora do Black History Month. Woodson foi uma figura importante para o movimento do afrocentrismo, por sua perspectiva de colocar os afrodescendentes no centro do estudo da história e da experiência humana.

## Vida
Nascido na Virgínia, filho de ex-escravos, Woodson teve que adiar os estudos enquanto trabalhava nas minas de carvão da Virgínia Ocidental. Ele se formou no Berea College e tornou-se professor e administrador escolar. Obtendo diplomas de pós-graduação na Universidade de Chicago, Woodson se tornou o segundo afro-americano, depois de W. E. B. Du Bois, a obter um doutorado na Universidade de Harvard. Woodson é a única pessoa cujos pais foram escravizados nos Estados Unidos a obter um PhD em história. Ele lecionou em faculdades historicamente negras, Howard University e West Virginia State University, mas passou a maior parte de sua carreira em Washington, D.C., gerenciando a ASALH, falando em público, escrevendo e publicando.

## Publicações selecionadas
- A century of negro migration. Washington, DC: Association for the Study of Negro Life and History. 1918. OCLC 79947665
- The Education of the Negro prior to 1861. Washington, DC: Associated Publishers. 1919. OCLC 593592787. hdl:2027/mdp.39076006056191
- The history of the Negro church. Washington, DC: Associated Publishers. 1921. OCLC 506124215. hdl:2027/emu.010002643732
- The negro in our history. Washington, DC: Associated Publishers. 1922. OCLC 506124204
- Free Negro owners of slaves in the United States in 1830, together with Absentee ownership of slaves in the United States in 1830. Washington, DC: Association for the Study of Negro Life and History. 1924. OCLC 802300957
- Free Negro heads of families in the United States in 1830 : together with a brief treatment of the free Negro. Washington, DC: Association for the Study of Negro Life and History. 1925. OCLC 176986298
- Preview of Negro orators and their orations. Washington, DC: Associated Publishers. 1925. OCLC 703518974
- The mind of the Negro as reflected in letters written during the crisis, 1800–1860. Washington, DC: Association for the Study of Negro Life and History. 1926. ISBN 978-0837111797. OCLC 558188512. hdl:2027/mdp.39015002382193
- Negro makers of history. Washington, DC: Associated Publishers. 1928. OCLC 558190211. hdl:2027/mdp.39015002382367
- African myths and folk tales. Mineola, NY: Dover Publications. 2009 [1928]. ISBN 978-0486114286. OCLC 853448285
- The Rural Negro. Washington, DC: Association for the Study of Negro Life and History. 1930. OCLC 613261827. hdl:2027/mdp.39015002602350
- Greene, Lorenzo J.; Woodson, Carter G. (1930). The Negro wage earner. Washington, DC: Association for the Study of Negro Life and History. OCLC 558574532. hdl:2027/mdp.39015009109573
- The Mis-Education of the Negro. Lanham: Dancing Unicorn Books. 2017 [1933]. ISBN 978-1515415534. OCLC 987740119
- The Negro professional man and the community, with special emphasis on the physician and the lawyer. Washington, DC: Association for the Study of Negro Life and History. 1934. OCLC 612967753. hdl:2027/uc1.$b60460
- Woodson, Carter Godwin; Wesiley, Charles H. (1959) [1935]. The story of the Negro retold 4th ed. Washington, DC: Associated Publishers. OCLC 558574303. hdl:2027/mdp.39015002382680
- The African background outlined : or, Handbook for the study of the Negro (DjVu). Washington, DC: Association for the Study of Negro Life and History, Inc. 2006 [1936]. OCLC 219632552
- African heroes and heroines. Washington, DC: Associated Publishers. 1939. OCLC 643987347. hdl:2027/mdp.39015003980995
- Grimké, F.J. (1942).  Woodson, Carter Godwin, ed. The works of Francis J. Grimke. [S.l.]: The Associated Publishers, Inc. OCLC 600171452
- Woodson, Carter (2008).  Scott, Daryl Michael, ed. Carter G. Woodson's appeal. Washington, DC: ASALH Press. ISBN 978-0976811190. OCLC 922360363

### Escritos de Woodson
- Obras de Carter G. Woodson (em inglês) no Projeto Gutenberg
- Obras de ou sobre Carter G. Woodson no Internet Archive
- Obras de Carter G. Woodson (em inglês) no LibriVox (livros falados em domínio público)
- Woodson, Carter Godwin (1992). The History of the Negro Church. [S.l.]: Associated Publishers. ISBN 0874980003
- Woodson, Carter Godwin (2005). Mis-Education of the Negro. [S.l.: s.n.] ISBN 0976811103

### Acervos Arquivísticos
- Carter Godwin Woodson Correspondence with Charles H. Wesley mantidos pela Princeton University Library Special Collections
- Carter Godwin Woodson collection, 1876–1999 mantidos pela Stuart A. Rose Manuscript, Archives, and Rare Book Library, Emory University
- Carter Godwin Woodson papers, 1736–1974 mantidos pela Library of Congress Manuscript Division

### Outras informações sobre o Woodson
- "Dr. Carter Godwin Woodson & the Observance of African History"
- "Library of Congress Initiates Traveling Exhibits Program", The Library of Congress, 18 de junho de 1993.
- "Library of Congress Traveling Exhibit Examines Contributions of Black History Pioneer C.G. Woodson", Biblioteca do Congresso, 7 de outubro de 1993
- Carter G. Woodson Wax Figure at the National Great Blacks in Wax Museum